# Praomys degraaffi
Praomys degraaffi — вид гризунів родини мишевих (Muridae). Зустрічається в Бурунді, Руанді та Уганді. Його природне місце проживання — субтропічні або тропічні вологі гірські ліси. Йому загрожує втрата середовища проживання.

## Морфологічна характеристика
Дрібний гризун з довжиною голови й тулуба від 92 до 124 мм, довжиною хвоста від 115 до 151 мм, довжиною стопи від 24 до 29 мм, довжиною вуха від 17 до 22 мм і вагою до 59 грамів. Верхні частини тіла — від темно-сірих до чорнуватих, а черевні – сіруваті. Вуха відносно великі. Хвіст довший за голову й тулуб.

## Поведінка
Це нічний і частково деревний вид.